# Hermann zu Leiningen
Hermann Viktor Maximilian Prinz zu Leiningen (Amorbach, 4 gennaio 1901 – Amorbach, 29 marzo 1971) è stato un pilota automobilistico tedesco.

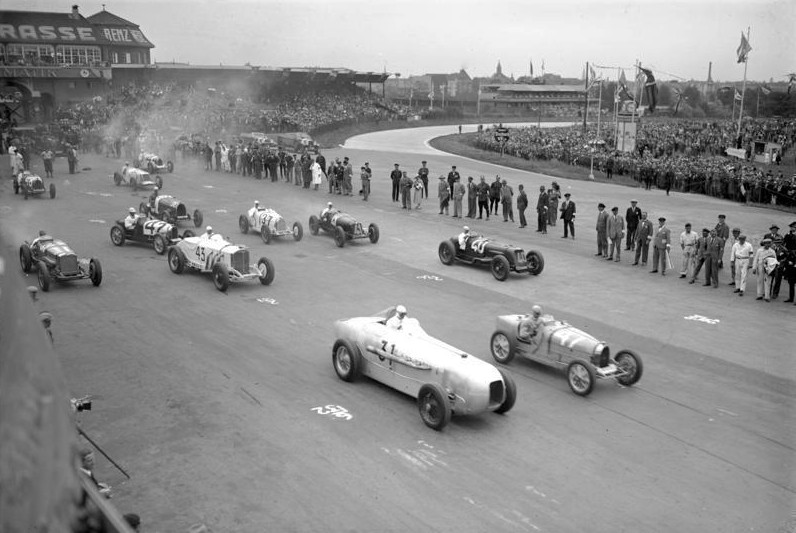

Nella sua carriera ha corso principalmente per la Bugatti e l'Auto Union. 

## Biografia
Il suo debutto è avvenuto nel 1930 con una Bugatti T35B insieme con Heinrich-Joachim von Morgen (vincendo il Gran Premio automobilistico della Cecoslovacchia). L'anno successivo ha preso parte a cinque gare, ma è riuscito a ottenere un piazzamento solo al GP cecoslovacco dove ha chiuso quinto.
I maggiori risultati ottenuti in carriera, sono arrivati nei Gran Premi di automobilismo 1934, dove dopo essere passato alla Auto Union ha ottenuto insieme a Hans Stuck un secondo posto al Gran Premio d'Italia 1934 (Leiningen ha sostituito dopo 59 giri Stuck, che si era bruciato i piedi a causa di un radiatore difettoso, portando la vettura al secondo posto) e un quarto al Gran Premio di Cecoslovacchia 1934 e Gran Premio di Spagna 1934.
A metà della stagione successiva lascia l'Auto Union per passare all'ERA, debuttando su una ERA Type A al British Empire Trophy arrivando secondo. Morì nel 1971.
Negli anni 2010 la Bugatti ha realizzato un'edizione speciale della Bugatti Veyron dedicata in omaggio alla sua memoria.